# Клонмакнойс

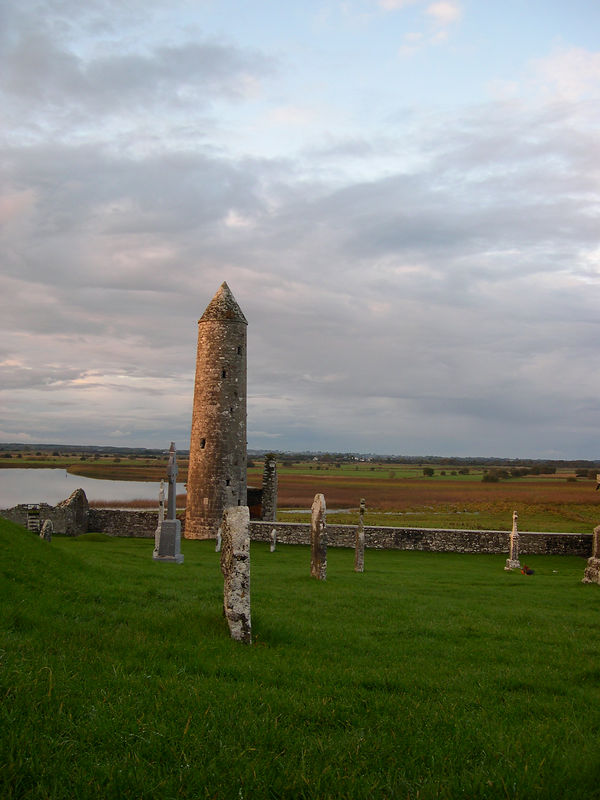
Руїни храму Фінгін та кругла вежа прибудована до храму. Будови ХІІ ст.

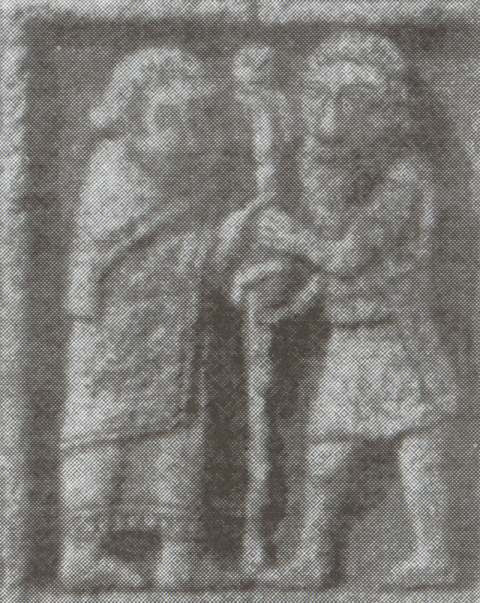
Рельєф на східній стороні Хреста Письмен у Клонмакнойсі (ірл. — Clonmacnoise). Зображені: святий Кіаран та Діармайт мак Кербайлл. Напис: "І тоді Кіаран заклав перший камінь і Діармайт мак Кербайлл був разом з ним і сказав Кіаран: «Нехай, о, воїне, твоя рука буде над моєю рукою і ти будеш повелителем над всіма людьми Ірландії.»

53°19′26″ пн. ш. 7°59′28″ зх. д. / 53.323888888889° пн. ш. 7.9911111111111° зх. д.
Клонмакнойс (ірл. Cluain Mhic Nóis — «Лука синів Нойса», англ. Clonmacnoise) — давній монастир в Ірландії. Розташований в графстві Оффалі, на березі річки Шеннон, на південь від міста Атлон. Є кандидатом на включення в список всесвітньої спадщини ЮНЕСКО.

## Заснування
Монастир заснований у 545 році святим Кіараном сумісно з верховним королем Ірландії Діармайтом мак Кербайллом на перетинах шляху, що сполучає схід та захід Ірландії, що проходить повз болота центральної Ірландії вздовж Ейскір Ріада (морени, що залишив льодовик останнього льодовикового періоду), та річки Шеннон. Прибувши на місце заснування монастиря, святий Кіаран зустрів верховного короля Ірландії Діармайта мак Кербайлла. Сумісно власноруч вони заклали перший камінь в фундамент першої дерев'яної церкви — першої з багатьох церков монастиря, що були потім збудовані. Вважається, що Діармайт мак Кербайлл став першим християнським верховним королем Ірландії (до нього всі верховні королі були язичниками). Хоча це дискутується, але ця точка зору має свої аргументи. Святий Кіаран помер через рік після цього від жовтяниці у віці всього тридцяти років.

## Основні пам'ятки історії та культури
- Храм Фінгін. Романська церква ХІІ століття з круглою вежею. Щодо історії руїн церкви відома наступна подія. У 1864 році один чоловік з Бірра під час «прогулянки з розвагами» до Семи Церкв (так називався тоді монастирський комплекс Клонмакнойс) вчинив над руїнами церкви акт вандалізму. Після втручання Королівського товариства оберігачів давнини Ірландії вперше в історії цієї країни судом було висунуто звинувачення вандалу. Залишки фінансів, що були виділені на ведення судової справи, потім були використані на ремонт капітелі церковної вежі.

- Храм Коннор. Діюча церква, що отримала нинішній вигляд у XVIII столітті.

- Кругла вежа. Згідно «Літопису скоттів» (лат. Chronicon Scotorum) її будівництво завершене у 1124 році королем Коннахту (васального королівства в західній частині Ірландії) Турлуфом О'Коннором та абатом Клонмакнойсу Гіллою Христосом Ва Маойлеойном. Через 11 років у цю вежу вдарила блискавка, що зруйнувала її купол. Верхня частина церкви була прибудована пізніше, тому вважається, що кам'яна кладка, що завалилася під час грози 1135 року була використана для побудови храму Фінгін.

- Північний хрест. Наайдавніший з усіх хрестів Клонмакнойсу. Створений близько 800 року. Збереглася тільки вертикальна частина з пісковику та основа хреста, що являє собою колишні жорна млина.

- Храм Келлі.

- Храм святого Кіарана. Найменша церква на території Клонмакнойсу. У ній колись був похований святий Кіаран.

- Хрест Святих Писань (або Хрест Написів). 4-ьох метрових хрест, один з наймайстерніших серед хрестів давньої Ірландії, що збереглися донині. Цікавий написами щодо королів Ірландії, які є історичними свідченнями епохи і важливими історичними документами. Зокрема є написи з проханнями молитися за Фланна — верховного короля Ірландії. Судячи по всьому мова йде про верховного короля Ірландії на ймення Фланн Сінна мак Маел Сехнайлл (879—916 роки правління). Також є написи про Кольмана — майстра, що виготовив хрест, про майстрів, що будували собор. Хрест був витесаний з однієї брили пісковика близько 900 року. Поверхня хреста розділена на панелі, гна яких зображено сцени розп'яття, суд Пілата, Христос у гробівці та ін.

- Собор Клонмакнойса або Даймліаг (лат. Daimliag) — в перекладі Кам'яний Храм — перший кам'яний храм, який був збудований на території Клонмакнойсу, всі попередні храми будувалися дерев'яними. Це найбільший храм Клонмакнойсу. Збудований у 909 році. Згідно «Літопису скоттів» храм був збудований верховним королем Ірландії Фланном Сінна мак Маел Сехнайллом та абатом Кольманом. Захадний прохід був добудований пізніше — у 1180 році. Північний прохід називають проходом Декана Одо — тут збереглися написи середини XV століття в готичному стилі. Тут (біля вівтаря) у 1198 році похований останній верховний король Ірландії (що був таким de jure та de facto) Руайдрі Ва Конхобайр (Рорі О'Коннор).

- Храм Мелаглін. Збудований близько 1200 року.

- Музейні будинки.

- Південний хрест.

- Храм Даулінг. Збудований у ХІ столітті. Названий на честь Едмунда Даулінга, що відреставрував цей храм у 1689 році.

- Храм Хурпан. Збудований у XVII столітті.

- Вхід у монастирський комплекс.

- Камінь Фейрі або Камінь Вершника. Пам'ятка давніх, ще язичницьких часів. Був одним із священних каменів давньої Ірландії. Лежить біля каплиці Клонфінлох. Являє собою валун принесений льодовиком. На камені є численні заглиблення у вигляді чаш (що, можливо, використовувались під час жертвоприношень), слідів людських ніг, з численними петрогліфами. Камінь використовувався при коронації королів Ірландії та кельтських вождів в часи язичнецтва. Прикладом такої традиції — використання священних каменів при коронації є шотландська традиція Дунадд. У багатьох ірландських міфах та легендах повідомляється про священний камінь Фаль або Камінь Долі, що кричав, коли до нього торкалась людина, якій судилось бути верховним королем Ірландії.